# 21.ª Divisão (Japão)
A 21ª Divisão foi uma divisão de infantaria do Império do Japão que serviu durante a Segunda Guerra Mundial. A divisão foi formada 4 de abril de 1938 em Kanazawa, sendo desmobilizada no dia 30 de setembro de 1945 com o fim da guerra.

## Comandantes
| Comandante                  | Data                                         |
| --------------------------- | -------------------------------------------- |
| Lt. General Kohei Washitsu  | 15 de julho de 1938 - 28 de setembro de 1940 |
| Lt. General Hisaichi Tanaka | 28 de setembro de 1940 - 1 de março de 1943  |
| Lt. General Naotomi Mikuni  | 1 de março de 1943 - 30 de setembro de 1945  |

## Subordinação
- Exército de Campo Norte da China - 15 de julho de 1938
- 12º Exército - 11 de novembro de 1938
- Grupo de Exércitos Sul - 11 de junho de 1941
- Guarnição de Exército Indochina - dezembro de 1943
- 38º Exército - dezembro de 1944

## Ordem da Batalha
- 21. Grupo de Infantaria (desmobilizado no dia 24 de novembro de 1943)
- 62. Regimento de Infantaria
- 82. Regimento de Infantaria
- 83. Regimento de Infantaria
- 21. Unidade de Reconhecimento
- 51. Regimento de Artilharia de Montanha
- 21. Regimento de Engenharia
- 21. Regimento de Transporte
- Unidade de comunicação